# Aralia spinifolia
Aralia spinifolia là một loài thực vật có hoa trong Họ Cuồng. Loài này được Merr. mô tả khoa học đầu tiên năm 1919.